# Eternia (rapper)
Eternia, pseudonimo di Silk-Anne Semiramis Dawn Craig Kaya (Ottawa, 13 maggio 1980), è una rapper canadese.
Nata ad Ottawa, in Ontario, ha realizzato e pubblicato il suo primo album discografico, It's Called Life, nel 2005. Di seguito ha ottenuto una nomination come Rap Recording of the Year ai Juno Award. Si è esibita nel Van's Warped Tour, così come al festival South by Southwest ad Austin ed al North by Northeast a Toronto.
Il fratello di Kaya è un musicista di industrial. conosciuto col nome di Ad·ver·sary.

## Discografia
- 2005: Where I Been - The Collection
- 2006: It's Called Life